# No Pisar el Infinito
No pisar el infinito es el primer álbum de la banda argentina de hard rock Plus, editado por TK Discos en 1976.

## Detalles
El disco fue grabado en los Estudios Film Records, entre julio y octubre de 1976.
Una versión remasterizada en CD fue lanzada en 2011 por el sello Fonocal, la misma incluye dos pistas adicionales "Mil opciones" y "Hoy te preguntarás", que formaban parte de un disco simple lanzado en 1976 antes de la publicación del LP.

## Lista de canciones
| N.º | Título                      | Escritor(es)                | Duración |  |
| 1.  | «Noches de Rock N' Roll»    | Saez, Racca                 | 4:12     |  |
| 2.  | «Tomame como soy»           | Saez, Racca                 | 4:02     |  |
| 3.  | «Ya tenes por quien luchar» | Saez                        | 3:51     |  |
| 4.  | «La chance sutil»           | Blanch, Saez, Racca, Darias | 4:18     |  |
| 5.  | «Hablan de tiempos mejores» | Blanch, Saez, Racca         | 0:19     |  |
| 6.  | «El mago del tiempo»        | Saez, Racca                 | 4:32     |  |
| 7.  | «Lo único que es»           | Saez, Racca                 | 3:16     |  |
| 8.  | «Ocultame hermano»          | Racca                       | 4:42     |  |
| 9.  | «Zapada final»              | Saez, Racca, Darias         | 5:00     |  |

#### Bonus track
| N.º | Título               | Escritor(es)        | Duración |  |
| 10. | «Mil opciones»       | Saez, Racca         | 3:38     |  |
| 11. | «Hoy te preguntaras» | Blanch, Saez, Racca | 3:30     |  |

## Personal

### Banda
- Julio Saéz: guitarra, voz
- Saúl Blanch: voz.
- Hugo Racca: bajo, voz
- Horacio D'Arias: batería.

### Otros
- Luis F. Olivella: productor artístico
- Eduardo López: técnico de grabación
- Norberto Orliac: ingeniero de mezcla
- Jorge Sorroza: operador de cinta
- Luis Wichmann: representante
- Daniel Hassan: fotografía
- Osvaldo Battaglia: diseño de arte
- Silvia Lotta: diseño de arte (remasterización, 2011)
- Piero Carpin: curador (remasterización, 2011)